# 韋特里諾市鎮
43°19′N 27°23′E / 43.317°N 27.383°E

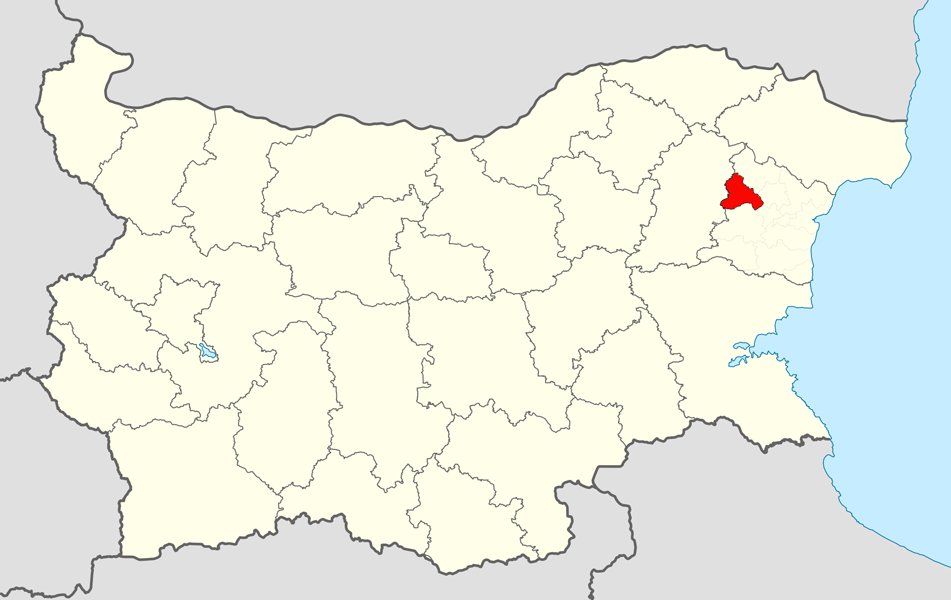

韋特里諾市，是保加利亞的城鎮，位於該國東北部，由瓦爾納州負責管轄，首府設於韋特里諾，面積293.12平方公里，2009年人口5,702，人口密度每平方公里19.45人。